# Benjamin Thomas
Pour les articles homonymes, voir Thomas.
Benjamin Thomas, né le 12 septembre 1995 à Lavaur (Tarn), est un coureur cycliste professionnel français, membre de l'équipe Cofidis. Spécialiste de la piste, son palmarès comprend notamment cinq titres de champion du monde : l'omnium en 2017 et 2020, la course à l'américaine en 2017 et 2022 et la course aux points en 2021. Il est aussi nonuple champion d'Europe de cyclisme sur piste. Sur route, il est notamment champion de France du contre-la-montre en 2019 et 2021. Il remporte également la 5e étape du Tour d'Italie 2024. La même année, il remporte l'omnium lors des Jeux olympiques de Paris.

## Biographie

### Débuts cyclistes et carrière chez les amateurs
Benjamin Thomas commence le vélo à 5 ans. Son frère aîné Adrien est également coureur cycliste chez les amateurs. En 2013, il obtient son premier titre majeur en devenant champion du monde de la course aux points juniors. La même année, il remporte l'étape contre-la-montre puis le classement général du Tour du Canton d'Aurignac, épreuve fédérale juniors.
En 2014, il confirme ses prédispositions sur la piste en devenant champion d'Europe du scratch espoirs, puis champion d'Europe de la course aux points chez les élites. Sur la route, le coureur du Tarn évolue au sein du Bourges Espoir Cycliste 18. Auteur de plusieurs succès en deuxième catégorie, il gagne le Prix des Vins du Sancerrois, devant son frère Adrien, ainsi que le Prix de la Victoire à Henrichemont. Également performant sur des épreuves par étapes, il gagne les étapes inaugurales du Tour de Corse et du Tour des Écureuils. Intéressés par son profil et ses performances, les dirigeants de l'équipe continentale Armée de terre lui font signer un contrat professionnel pour la saison 2015 alors qu'il n'est âgé que de 19 ans.

### Carrière professionnelle

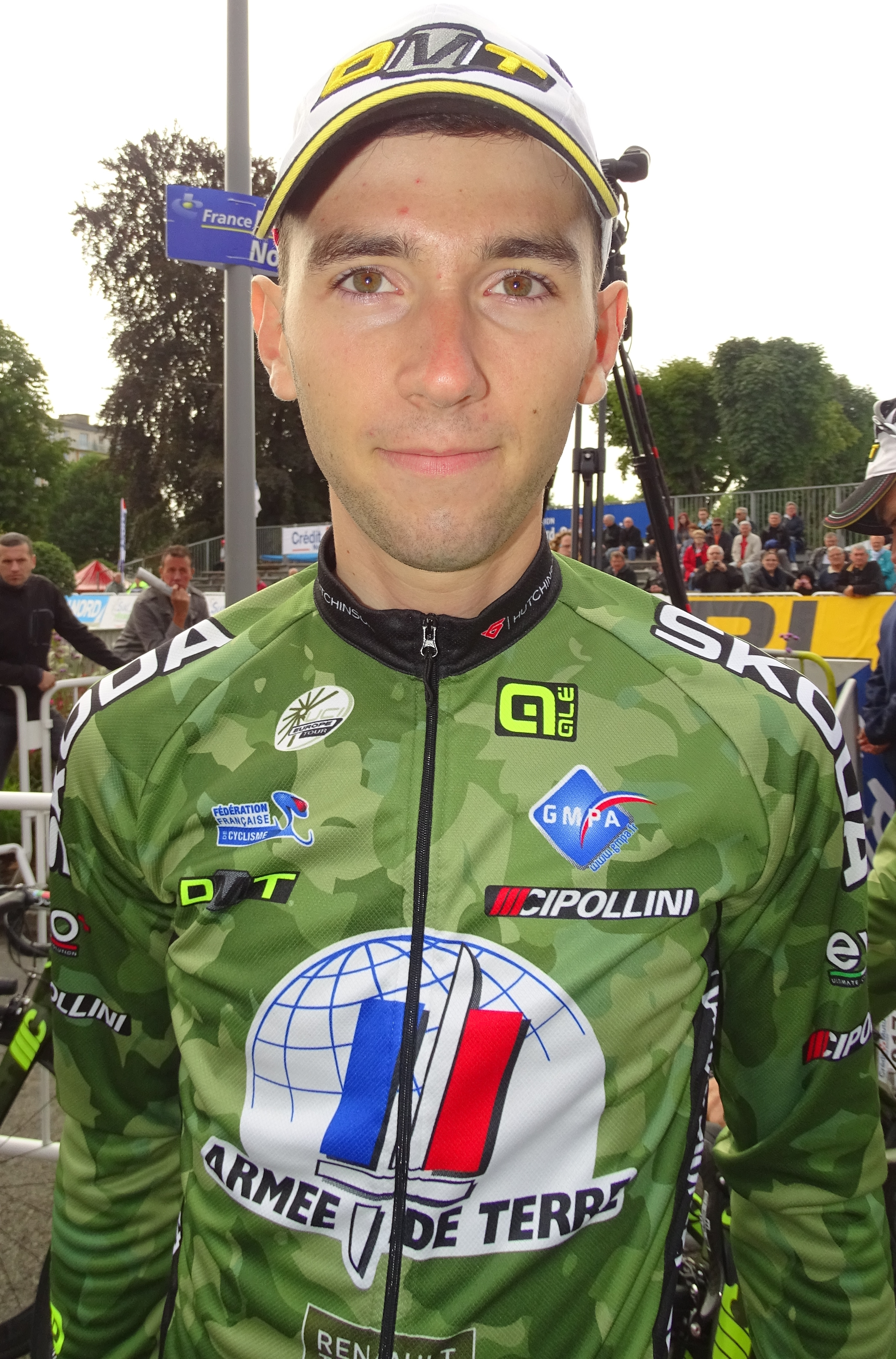
Benjamin Thomas au départ du Grand Prix de Fourmies 2015

#### 2015-2017: armée de terre
C'est essentiellement sur la piste que brille le néophyte français pour sa première saison sous ses nouvelles couleurs. Il décroche ainsi des médailles d'argent à deux reprises lors des championnats de France et des championnats d'Europe. Il gagne par ailleurs plusieurs épreuves inscrites au calendrier officiel de l'UCI, dont la course à l'américaine de Cambridge organisée en marge des épreuves de la coupe du monde de cyclisme sur piste. Associé pour l'occasion au Bisontin Morgan Kneisky, il commence une collaboration qui va s'avérer fructueuse avec ce dernier.
Au premier semestre 2016, il est membre de l'équipe de France qui participe aux championnats du monde de cyclisme sur piste à Londres. Il se classe quatrième de la course aux points et  deuxième de l'américaine (avec Morgan Kneisky) derrière les Britanniques Mark Cavendish et Bradley Wiggins. Durant l'été, il remporte le titre de champion d'Europe de poursuite par équipes espoirs, associé à Thomas Denis, Florian Maitre et Corentin Ermenault. Le quatuor bat à cette occasion le record de France de poursuite par équipes en réalisant un temps de 3:56.277. Au cours de ces championnats, il se classe également quatrième de la course aux points et du scratch. Le dernier jour de la compétition, il obtient une médaille d'argent lors de l'américaine avant de s'envoler pour Fiorenzuola d'Arda et participer à la course de Six jours organisée dans cette ville. La paire qu'il forme pour l'occasion avec Morgan Kneisky termine deuxième et devient la première équipe française à monter sur le podium de l'épreuve depuis sa création en 1998. Au cours de l'automne, il prend part aux championnats d'Europe de cyclisme sur piste du 19 au 23 octobre 2016 sur le vélodrome de Saint-Quentin-en-Yvelines. Il décroche à cette occasion le titre de champion d'Europe de poursuite par équipesainsi que la médaille de bronze de l'omnium. En clôture de la compétition, il obtient la médaille d'argent lors de l'américaine.
Au premier semestre de l'année 2017, il devient champion du monde de l'omnium à Hong Kong. Associé à son habituel coéquipier Morgan Kneisky, il glane une seconde médaille d'or et un nouveau maillot arc-en-ciel le lendemain grâce à la course à l'américaine. En mai, lors de la Coupe de France Fenioux Piste qui se dispute au vélodrome Léon Bollée du Mans, il gagne trois courses (course aux points, scratch et américaine) avant de remporter sa première victoire professionnelle sur route lors de la troisième étape des Quatre Jours de Dunkerque. Il qualifie plusieurs années plus tard cette première victoire sur route comme étant la « plus belle » et constituant un « tournant » de sa carrière. En juillet, il triomphe aux Six jours de Fiorenzuola d'Arda avec Morgan Kneisky et s'adjuge également plusieurs courses annexes organisées en marge de l'épreuve italienne. Dans la foulée, il se classe quatrième du Grand Prix Pino Cerami et remporte la 1re étape du Tour de Wallonie, course qu'il termine à la troisième place du classement général. Toutes ces bonnes performances permettent à Benjamin Thomas d'être présélectionné par Cyrille Guimard pour participer aux championnats d'Europe de cyclisme sur route. En août, il décroche un nouveau titre de champion de France de l'omnium et termine quatrième du Tour du Poitou-Charentes.

#### 2018-2021: Groupama-FDJ

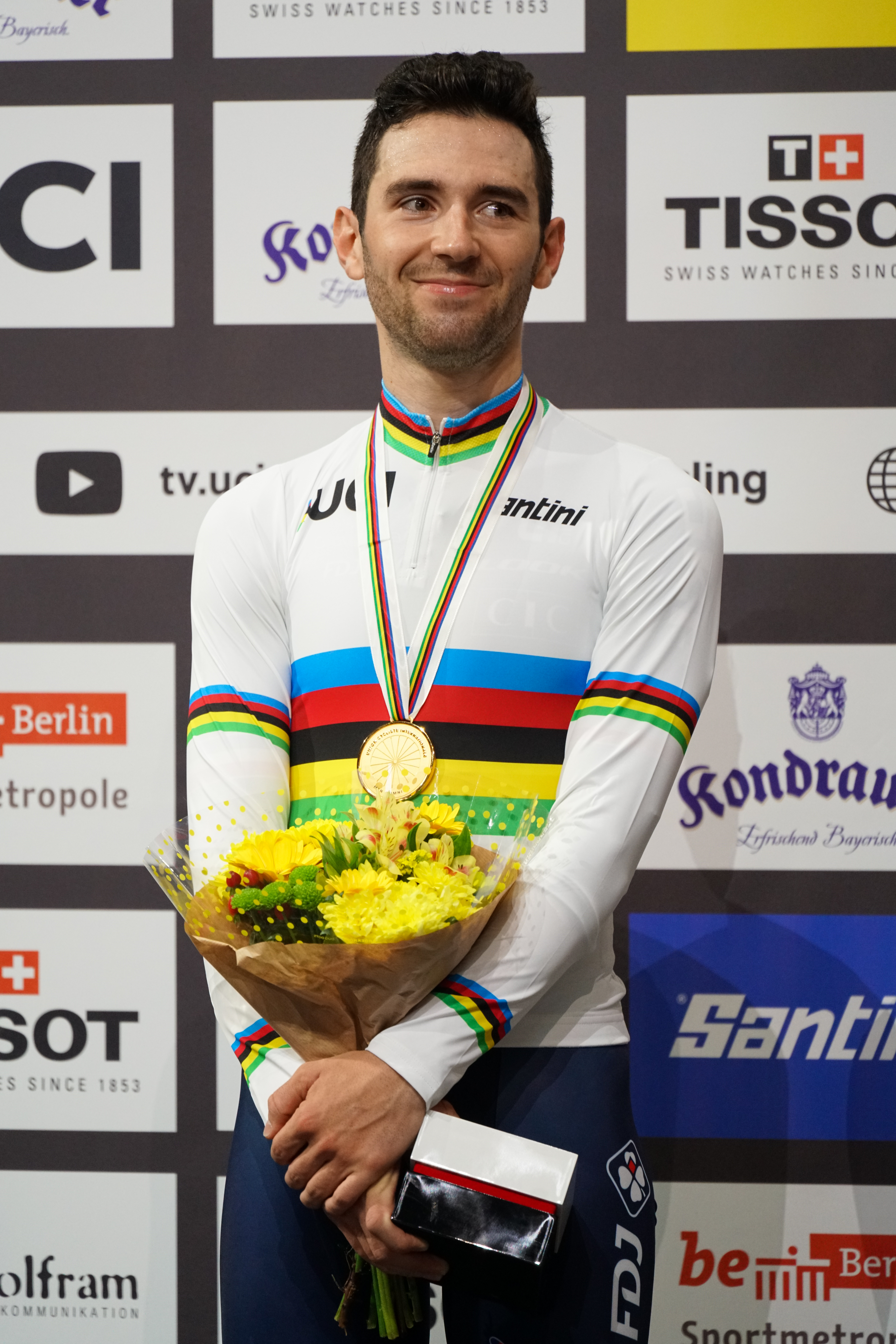
Benjamin Thomas champion du monde sur piste en 2020

Au mois d'août 2017, il paraphe un contrat de deux ans avec l'équipe Groupama-FDJ dirigée par Marc Madiot. 
Il commence sa saison 2018 sur la piste en janvier et se classe troisième des Six jours de Rotterdam avec Morgan Kneisky. Le mois suivant, il s'adjuge le classement du meilleur jeune de l'Étoile de Bessèges devant ses coéquipiers Valentin Madouas et Léo Vincent. Sélectionné pour participer aux championnats du monde sur piste d'Apeldoorn, il n'y connait pas la même réussite que les saisons précédentes et ne termine que septième de la course à l'américaine, onzième de la poursuite par équipes et neuvième de l'omnium. En juin, il obtient la médaille de bronze au championnat de France du contre-la-montre. Au mois d'août, il participe aux championnats d'Europe de cyclisme sur piste et termine cinquième de l'américaine, huitième de la poursuite par équipes et septième de l’omnium. Quelques semaines plus tard il prend le départ du Tour d'Espagne et dispute ainsi le premier grand tour de sa carrière. Il finit cette course à la 121e place après avoir travaillé pour son leader Thibaut Pinot et porté le dossard du meilleur jeune pendant une étape. De retour sur la piste en fin de saison, il bat le record de France de poursuite par équipes avec Bryan Coquard, Adrien Garel et Florian Maître.
Benjamin Thomas commence sa saison 2019 en janvier sur la piste du Vélodrome couvert régional Jean-Stablinski de Roubaix à l’occasion de la troisième manche de la coupe de France Fenioux. Il y remporte trois victoires sur des courses inscrites au calendrier de l’UCI (américaine, scratch et omnium) ainsi qu’une épreuve annexe. Il prend également part à la dernière manche de la coupe du monde de cyclisme avant d'entamer sa saison sur route au Tour de La Provence où il termine à la septième place de deux étapes et remporte le classement par équipes avec la formation Groupama-FDJ. En juin, sous une grosse chaleur, il devient  champion de France du contre-la-montre avec plus d'une minute d'avance sur Stéphane Rossetto et Julien Antomarchi. En forme en fin de saison, il remporte un nouveau titre de champion d'Europe d'omnium, s'adjuge plusieurs épreuves, lors des deux premières manches de la coupe du monde de cyclisme sur piste et bat à trois reprises le record de France de poursuite par équipes.
En 2020, il commence sa saison sur route à l'Étoile de Bessèges où une douleur au genou l'oblige à abandonner l'épreuve. Quelques semaines plus tard, il participe aux championnats du monde de cyclisme sur piste et s'adjuge pour la seconde fois le titre de champion du monde de l'omnium. Il finit également sixième de l'américaine. La pandémie de Covid-19 et l'annulation des compétitions qui en découle ne lui permettent pas de prendre part à d'autres courses au premier semestre. En juillet, il participe aux Six Jours de Fiorenzuola d'Arda où il gagne trois courses organisées en marge de l'épreuve italienne. En août, il s'aligne au départ du Tour de Lombardie et dispute son premier "monument du cyclisme" à cette occasion. il se classe également deuxième du championnat de France du contre-la-montre derrière Rémi Cavagna et sixième du Tour Poitou-Charentes en Nouvelle-Aquitaine remporté par son coéquipier Arnaud Démare. Toujours durant l'été, il est sélectionné en équipe de France pour le contre-la-montre des championnats du monde organisés à Imola. Il prend part pour la première fois au Tour d'Italie au début du mois d'octobre. Malade, il doit abandonner cette course dès la cinquième étape.
Benjamin Thomas fait des épreuves sur piste des jeux olympiques de Tokyo son objectif pour la saison 2021. Il décide d'alterner les stages et compétitions sur les vélodromes avec les épreuves sur route pour mener à bien cette entreprise. Sur la route, ses talents de rouleur lui permettent de se classer deuxième du contre-le-montre de l'Étoile de Bessèges et troisième de celui du Tour de l'Algarve au premier semestre. Au mois de juin, il termine  également deuxième d'une étape du Tour de Suisse et s'octroie un nouveau titre de champion de France du contre-la-montre devant ses coéquipiers Bruno Armirail et Alexys Brunel. Sur la piste, il remporte l'omnium et une des courses à l'américaine du Belgian Open Track meeting en avril. Il s'adjuge également les Six Jours de Fiorenzuola d'Arda (il gagne aussi deux autres courses disputées en marge de l'épreuve italienne) début juillet. À Tokyo (JO 2020), il est médaillé de bronze des Jeux Olympiques pour la course à l'américaine avec Donavan Grondin et termine quatrième de l'omnium. Plus tard dans la saison, il se classe quatrième du championnat d'Europe et neuvième du championnat du monde de contre-la-montre en relais mixte et glane un nouveau titre de champion d'Europe de course aux points sur le vélodrome de Granges. Aux mondiaux sur piste de Roubaix, il est champion du monde de la course aux points. Il décroche également la médaille d'argent de la poursuite par équipes et bat le record de France de la spécialité avec Thomas Boudat, Thomas Denis et Valentin Tabellion.

#### Depuis 2022: Cofidis
En fin de contrat avec la formation Groupama-FDJ à l'issue de la saison 2021, il s'engage pour deux ans avec l'équipe Cofidis. En février 2022, il gagne en solitaire la 3e étape de l'Étoile de Bessèges et s’empare du maillot de leader du classement général qu’il garde jusqu'au terme de l'épreuve, c'est la première course à étapes remportée par Benjamin Thomas. Sur le Tour de France, il fait partie de l'échappée victorieuse lors de la 10e étape en Haute-Savoie. C'est lui qui lance le sprint, conclu par la victoire du Danois Magnus Cort Nielsen à Megève. Lors de la 15e étape, promise aux sprinteurs, il se détache avec Alexis Gougeard au col des Cammazes et n'est rattrapé par le peloton qu'à 500 m de la ligne d'arrivée à Carcassonne. Il termine son premier Tour de France à la 54e place. Le 12 août, lors des championnats d'Europe de cyclisme sur piste, Thomas remporte à quelques heures d'intervalle la poursuite par équipes puis la course aux points. En octobre, lors des championnats du monde sur piste à Saint-Quentin-en-Yvelines, il décroche la médaille d'argent dans l'Omnium  puis l'or avec Donavan Grondin dans l'épreuve de l'américaine.
Benjamin Thomas commence sa saison 2023 aux championnats de France de cyclisme sur piste disputés au Vélodrome Jean-Stablinski de Roubaix au mois de janvier. Il s'empare à cette occasion du titre de champion de France de poursuite et de celui de la course aux points. Le mois suivant, il s'adjuge le championnat d'Europe d'omnium disputé à Granges. En mai, il remporte le contre-la-montre des Quatre Jours de Dunkerque et endosse le maillot rose de leader. Le lendemain, il chute dans un secteur pavé et est distancé par le peloton mené par les coureurs de Soudal Quick-Step au profit de leur chef de file Kasper Asgreen. Thomas perd à l'arrivée 1 min 36 s et cède la tête du classement général à Asgreen. S'il n'est pas retenu par son équipe pour participer au Tour de France, il est sélectionné pour participer aux championnats du monde de cyclisme sur piste au cours de l'été. Il se classe cinquième de la poursuite par équipes, sixième de l'américaine avec Thomas Boudat et obtient une médaille d'argent grâce à l'omnium.
Toujours membre de l'équipe Cofidis en 2024, il revient à la compétition lors des championnats de France de cyclisme sur piste disputés au début du mois de janvier au vélodrome de Saint-Quentin-en-Yvelines. Il s'adjuge, comme l'année précédente, le titre de champion de France de poursuite. Cette bonne entrée en matière lui permet d'être sélectionné pour les championnats d'Europe de cyclisme sur piste qui se disputent quelques semaines plus tard. En mai, il participe au Tour d'Italie. Échappé avec trois autres coureurs, il remporte à Lucques la 5e étape pourtant promise aux sprinteurs. En juillet, il fait partie des coureurs retenus par la Fédération française de cyclisme pour prendre part aux épreuves sur piste des Jeux olympiques. D'abord engagé dans l'épreuve de poursuite par équipes, il termine sixième après avoir battu plusieurs fois le record de France de la discipline avec Thomas Denis, Thomas Boudat et Valentin Tabellion. Le 8 août, il dispute l'omnium masculin. Après une victoire dans le scratch et une onzième place dans la tempo race, il profite des déclassements de Fernando Gaviria puis d'Elia Viviani pour finir deuxième de l'élimination. Lors de la dernière épreuve, la course aux points, il fait la différence par rapport à ses adversaires et s'impose malgré une chute devant Iúri Leitão et Fabio Van den Bossche. Quelques jours plus tard il finit douzième de la course à l'américaine avec Thomas Boudat. Une place qui constitue une déception pour les deux coureurs français. Il remporte les Six Jours de Gand en fin de saison et devient le premier coureur français à s'imposer sur cette course très populaire en Belgique.
Au mois de janvier 2025, il participe aux  championnats de France de cyclisme sur piste et remporte trois titres dont celui de la course à l'américaine avec Bryan Coquard. Discret sur la route au premier semestre, son meilleur résultat est constitué d'une deuxième place obtenue lors du  Cholet Agglo Tour en mars. Membre de l'équipe Cofidis amenée à disputer le Tour de France, il s'échappe lors de la première étape et s'empare du maillot à pois de leader du classement de la montagne pendant une journée.

## Caractéristiques
Benjamin Thomas est un coureur performant à la fois sur route et sur piste, deux disciplines qu'il pratique simultanément durant la saison, ce qui le singularise dans le peloton français de sa génération. Il bénéficie pour cela du soutien des dirigeants des équipes sur route dont il fait partie. Sur piste, il participe aux épreuves d'endurance que sont la course aux points ou l'américaine ainsi qu'à l'omnium, trois spécialités sur lesquelles il a au moins un titre mondial. Il y est surnommé « la calculette ». Sur route, il remplit principalement un rôle d'équipier au sein de l'équipe Groupama-FDJ tout en ayant sa chance lors des contre-la-montre. Chez Cofidis, il vise des courses ayant des « profils accidentés ».

## Vie Privée
Il est le compagnon de Martina Alzini, également cycliste sur piste.

## Palmarès sur piste

### Jeux olympiques
- Tokyo 2020
  -  Médaille de bronze de la course à l'américaine (avec Donavan Grondin)
  - 4e de l'omnium
- Paris 2024
  -  Champion olympique de l'omnium
  - 6e de la poursuite par équipes

### Championnats du monde
| Édition / Épreuve              | Poursuite par équipes | Course aux points | Américaine                   | Omnium |
| Glasgow 2013 (juniors)         |                       | Or                |                              |        |
| Saint-Quentin-en-Yvelines 2015 |                       | 9e                |                              |        |
| Londres 2016                   | 11e                   | 4e                | Argent (avec Morgan Kneisky) |        |
| Hong Kong 2017                 | 5e                    |                   | Or (avec Morgan Kneisky)     | Or     |
| Apeldoorn 2018                 | 11e                   |                   | 7e (avec Morgan Kneisky)     | 9e     |
| Pruszków 2019                  | 16e                   |                   | 6e (avec Bryan Coquard)      | Argent |
| Berlin 2020                    | 8e                    |                   | 6e (avec Donavan Grondin)    | Or     |
| Roubaix 2021                   | Argent                | Or                | 5e (avec Morgan Kneisky)     |        |
| Saint-Quentin-en-Yvelines 2022 | 6e                    |                   | Or (avec Donavan Grondin)    | Argent |
| Glasgow 2023                   | 5e                    |                   | 6e (avec Thomas Boudat)      | Argent |

### Coupe du monde
- 2016-2017
  - 2e de la course aux points à Glasgow
  - 2e de la poursuite par équipes à Glasgow
  - 3e de la poursuite par équipes à Apeldoorn
  - 3e de l'omnium à Apeldoorn
- 2017-2018
  - 1er de l'omnium à Manchester
  - 2e de l'américaine à Manchester
  - 3e de la poursuite par équipes à Manchester
  - 3e de l'américaine à Pruszków
- 2018-2019
  - 1er de l'omnium à Milton
  - 2e de l'omnium à Hong Kong
  - 3e de l'omnium à Saint-Quentin-en-Yvelines
  - 3e de l'américaine à Hong Kong
- 2019-2020
  - 1er de la poursuite par équipes à Milton (avec Thomas Denis, Corentin Ermenault, Kévin Vauquelin et Valentin Tabellion)
  - 1er de l'américaine à Glasgow (avec Donavan Grondin)
  - 1er de l'omnium à Glasgow
  - 2e de la poursuite par équipes à Minsk
  - 2e de l'américaine à Minsk
  - 3e de la poursuite par équipes à Glasgow
  - 3e de l'américaine à Milton

### Coupe des nations
- 2022
  - 1er de la poursuite par équipes à Glasgow (avec Thomas Denis, Corentin Ermenault et Eddy le Huitouze)
  - 1er de l'américaine à Glasgow (avec Thomas Boudat)
- 2023
  - 3e de la poursuite par équipes à Milton
  - 3e de la course à l'américaine à Milton
- 2024
  - 3e de l'omnium à Milton
  - 3e de la poursuite par équipes à Milton

### Championnats d'Europe
| Édition / Épreuve              | Poursuite individuelle | Poursuite par équipes                           | Course aux points | Américaine                    | Scratch | Omnium |
| Anadia 2014 (espoirs)          |                        |                                                 | 4e                |                               | Or      |        |
| Baie-Mahault 2014              |                        |                                                 | Or                |                               |         |        |
| Athènes 2015 (espoirs)         |                        |                                                 |                   | Argent                        | 4e      |        |
| Granges 2015                   |                        |                                                 | Argent            |                               | 9e      |        |
| Montichiari 2016 (espoirs)     |                        | Or (avec Denis, Ermenault et Maitre)            | 4e                | Argent                        | 4e      |        |
| Saint-Quentin-en-Yvelines 2016 |                        | Or (avec Denis, Ermenault, Maitre et Chavanel)  |                   | Argent (avec Morgan Kneisky)  |         | Bronze |
| Berlin 2017                    |                        | Or (avec Denis, Ermenault, Pijourlet et Maitre) |                   | Or (avec Florian Maitre)      |         | Bronze |
| Glasgow 2018                   |                        | 8e                                              |                   | 5e (avec Morgan Kneisky)      |         | 5e     |
| Apeldoorn 2019                 |                        | 6e                                              |                   | 4e (avec Morgan Kneisky)      |         | Or     |
| Granges 2021                   | 4e                     |                                                 | Or                |                               |         |        |
| Munich 2022                    |                        | Or (avec Boudat, Denis, Lafargue et Tabellion)  | Or                |                               |         |        |
| Granges 2023                   |                        | Bronze                                          |                   | Bronze (avec Donavan Grondin) |         | Or     |

### Championnats de France
- 2013
  - 3e de la course aux points juniors
  - 3e de l'américaine juniors
- 2014
  - 2e du scratch
- 2015
  - 2e de la course aux points
  - 2e de l'américaine
- 2016
  -  Champion de France de l'américaine (avec Jordan Levasseur)
  -  Champion de France de l'omnium
  - 2e de la course aux points
  - 2e du scratch
  - 3e de la poursuite par équipes
- 2017
  -  Champion de France de l'omnium
  - 2e de la course aux points
  - 3e de l'américaine
- 2023
  -  Champion de France de poursuite individuelle
  -  Champion de France de la course aux points
  - 3e de l'élimination
  - 3e de l'américaine
- 2024
  -  Champion de France de poursuite individuelle
  - 3e de la poursuite par équipes
  - 3e de l'omnium
- 2025
  -  Champion de France de la course aux points
  -  Champion de France de l'américaine (avec Bryan Coquard)
  -  Champion de France de l'omnium

### Six jours
- 2016
  - 2e des Six jours de Fiorenzuola d'Arda (avec Morgan Kneisky)
- 2017
  - Six Jours de Fiorenzuola d'Arda (avec Morgan Kneisky)
  - 2e des Six Jours de Gand (avec Morgan Kneisky)
- 2021
  - Six Jours de Fiorenzuola d'Arda (avec Donavan Grondin)
- 2024
  - Six Jours de Gand (avec Fabio Van den Bossche)

### Coupe de France Fenioux Piste
- 2016
  - Première manche :
    - 1er de l'américaine (avec Romain Le Roux)

  - Troisième manche :
    - 1er de l'américaine (avec Morgan Kneisky)
    - 1er de la course aux points
- 2017
  - Première manche :
    - 1er de la course aux points
    - 1er du scratch
    - 1er de l'américaine (avec Morgan Kneisky)
- 2019
  - Troisième manche :
    - 1er de l'américaine (avec Florian Maitre)
    - 1er du scratch
    - 1er de l'omnium

### Troféu CAR Anadia
- 2016
  - 1er de la poursuite individuelle
  - 1er de l'américaine (avec Quentin Lafargue)

### Autres compétitions
- 2015
  - 1er de l'américaine à Cambridge (avec Morgan Kneisky)
- 2016
  - 1er de la course aux points à Hong Kong
  - 1er du scratch à Hong Kong
- 2018
  - 1er de la Coupe de France de l'américaine (avec Adrien Thomas)
  - 1er de l'omnium de San Francesco al Campo[64]
  - 1er de l'omnium à Aigle
- 2019
  - 1er de la course aux points à Fiorenzuola d'Arda
  - 1er de l'américaine à Fiorenzuola d'Arda (avec Donavan Grondin)
  - 1er de l'omnium à Pordenone
  - 1er de l'américaine à Pordenone (avec Morgan Kneisky)
  - 1er de l'omnium à Aigle
  - 1er du scratch à Aigle
  - Trois jours d'Aigle (avec Donavan Grondin)
- 2020
  - 1er de la course aux points à Fiorenzuola d'Arda
  - 1er du scratch à Fiorenzuola d'Arda
  - 1er de l'omnium à Fiorenzuola d'Arda
- 2021
  - 1er de l'omnium à Gand
  - 1er de l'américaine à Gand (avec Donavan Grondin)
  - 1er de l'omnium à Fiorenzuola d'Arda
  - 1er de l'élimination à Fiorenzuola d'Arda
  - 1er de la poursuite à Aigle
  - 1er de l'omnium à Aigle
  - 1er de la course aux points à Aigle
  - 1er du scratch à Aigle
- 2022
  - Trois jours d'Aigle (avec Donavan Grondin)
  - 1er de l'américaine à Aigle (avec Donavan Grondin)
  - 1er du scratch à Aigle
- 2023
  - 1er de l'américaine à Gand (avec Donavan Grondin)
- 2024
  - 1er de l'omnium à Fiorenzuola d'Arda

## Palmarès sur route

### Par année
| - 2013 - Tour du Canton d'Aurignac : - Classement général - 1re étape (contre-la-montre) - 2e des Boucles du Canton de Trélon - 2014 - Prix des Vins du Sancerrois - Prix de la Victoire à Henrichemont - 1re étape du Tour des Écureuils - 1re étape du Tour de Corse - 3e du championnat de la Région Centre - 3e du Grand Prix de La Roche-aux-Fées - 2017 - 3e étape des Quatre Jours de Dunkerque - 1re étape du Tour de Wallonie - 2e du Tour de Basse-Navarre - 3e du Tour de Wallonie - 2018 - 3e du championnat de France du contre-la-montre - 2019 - Champion de France du contre-la-montre | - 2020 - 2e du championnat de France du contre-la-montre - 2021 - Champion de France du contre-la-montre - 2022 - Étoile de Bessèges-Tour du Gard : - Classement général - 3e étape - Boucles de la Mayenne : - Classement général - 2e étape - 3e du championnat de France du contre-la-montre - 8e de la Bretagne Classic - 2023 - Champion d'Europe du contre-la-montre en relais mixte - 3e étape des Quatre Jours de Dunkerque (contre-la-montre) - 2024 - 5e étape du Tour d'Italie - 2025 - 2e du Cholet Agglo Tour |  |

### Résultats sur les grands tours

#### Tour de France
2 participations
- 2022 : 54e
- 2025 : 154e

#### Tour d'Italie
2 participations
- 2020 : abandon (5e étape)
- 2024 : abandon (16e étape), vainqueur de la 5e étape

#### Tour d'Espagne
2 participations
- 2018 : 121e
- 2019 : non-partant (12e étape)

### Classements mondiaux
| Année                                 | 2016  | 2017 | 2018  | 2019 | 2020 | 2021 | 2022 | 2023 | 2024 |
| ------------------------------------- | ----- | ---- | ----- | ---- | ---- | ---- | ---- | ---- | ---- |
| Classement mondial                    | 1739e | 137e | 1361e | 822e | 450e | 424e | 69e  | 684e | 276e |
| UCI Europe Tour                       | 1156e | 40e  | 915e  | 598e | 369e | 350e | 57e  | nc   | nc   |
|                                       |       |      |       |      |      |      |      |      |      |
| Légende : nc = non classéSource : UCI |       |      |       |      |      |      |      |      |      |

## Distinctions

### Décorations
Chevalier de la Légion d'honneur (décret du 23 septembre 2024)